# 特雷菲亚加特
特雷菲亚加特（法語：Treffiagat，法語發音：[tʁefjaɡat]）是法国菲尼斯泰尔省的一个市镇，属于坎佩尔区。

## 地理
特雷菲亚加特（47°48'14"N, 4°15'48"W）面积8.1 平方千米，位于法国布列塔尼大區菲尼斯泰尔省，该省份为法国最西部的省份，位于布列塔尼半岛西部，北西南三面环大西洋，东临阿摩尔滨海省和莫尔比昂省。
与特雷菲亚加特接壤的市镇（或旧市镇、城区）包括：吉尔维内克、普洛巴纳莱克-莱斯科尼勒、普洛默尔。

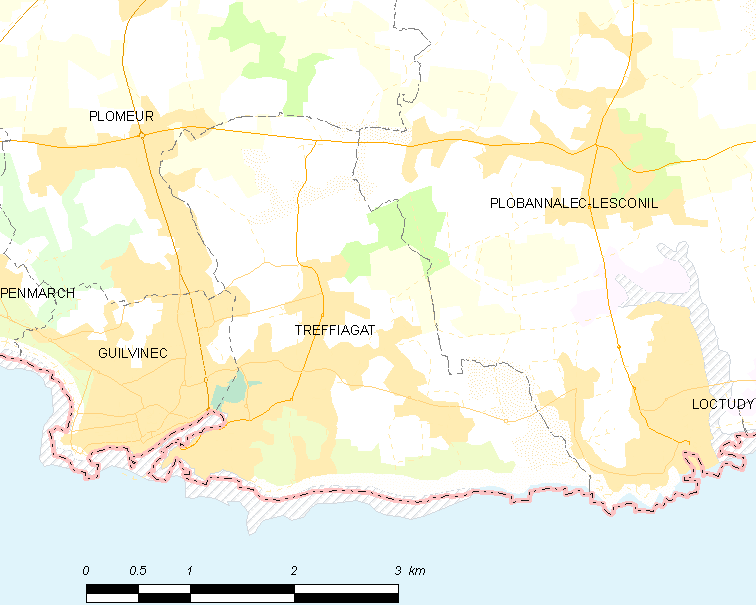
特雷菲亚加特的OSM定位图

特雷菲亚加特的时区为UTC+01:00、UTC+02:00（夏令时）。

## 行政
特雷菲亚加特的邮政编码为29730，INSEE市镇编码为29284。

## 政治
特雷菲亚加特所属的省级选区为蓬拉贝县。

## 人口

1962-2008年间特雷菲亚加特人口变化图示

特雷菲亚加特于2022年1月1日时的人口数量为2438人。